# Johannes Mück

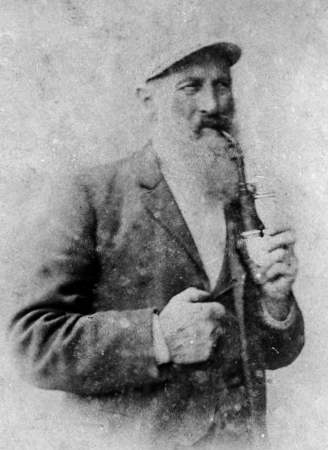
Johannes Mück

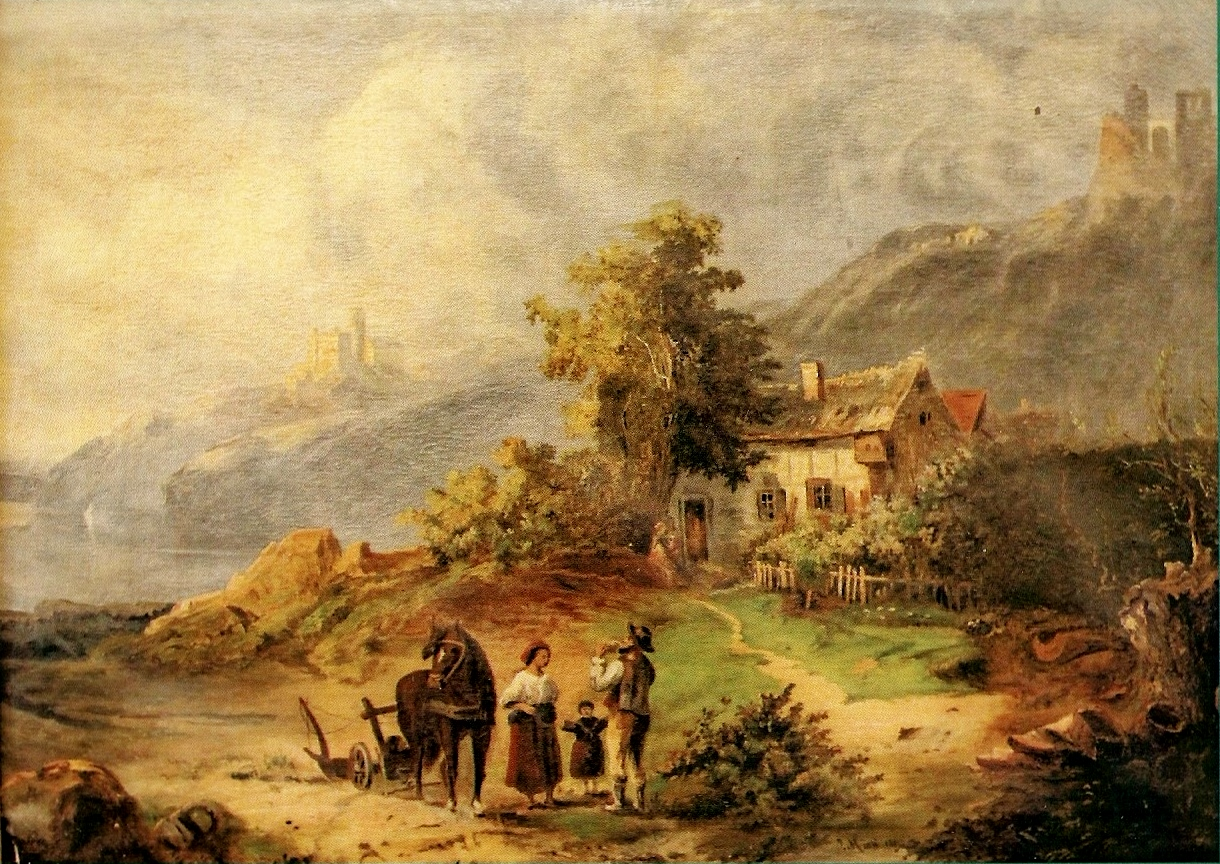
Alpenmotiv (1875)

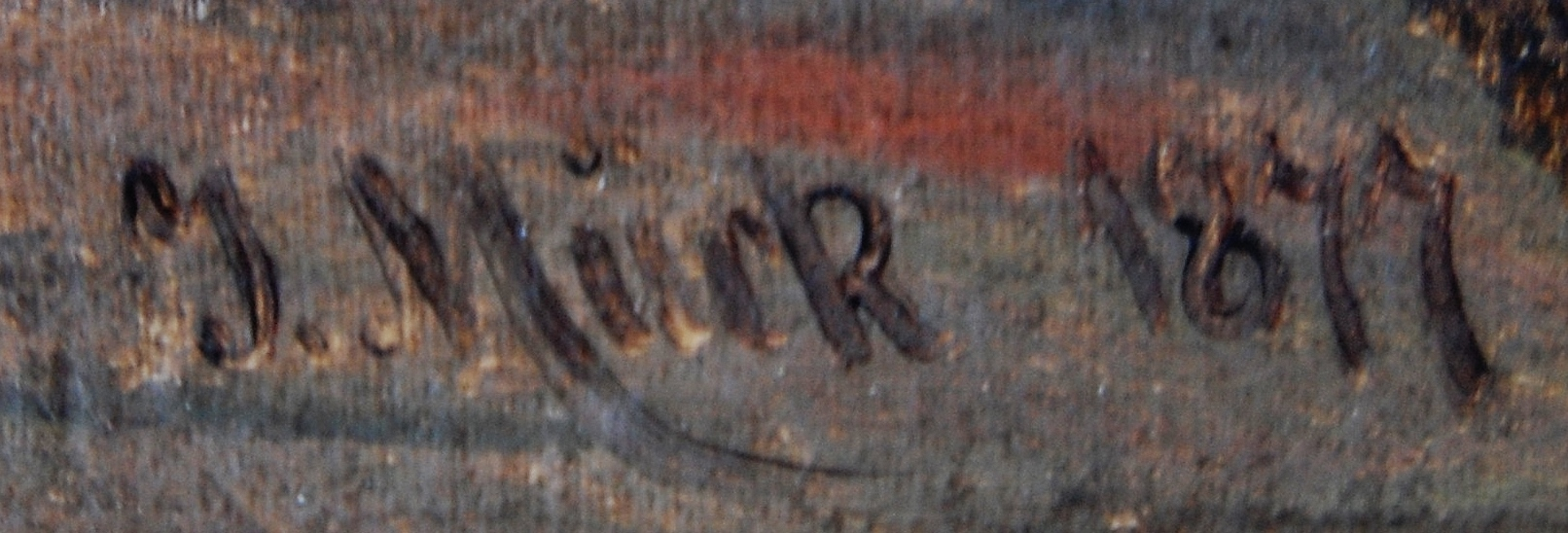
Signatur des Malers: J. Mück 1877

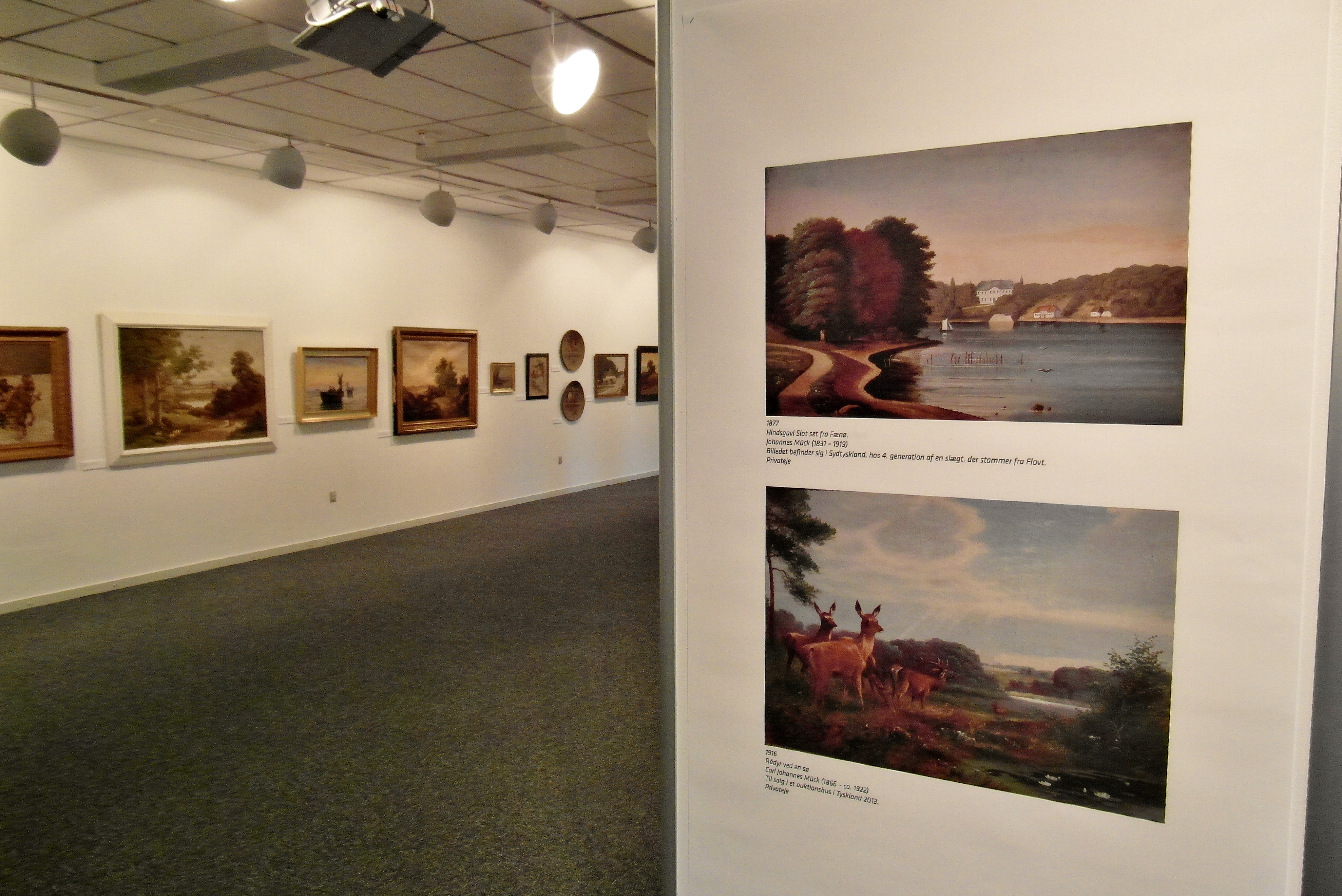
Blick in die Sonderausstellung MÜCK - en kunstmalerfamilie i Haderslev og Hamborg im Museum Sønderjylland (2013)

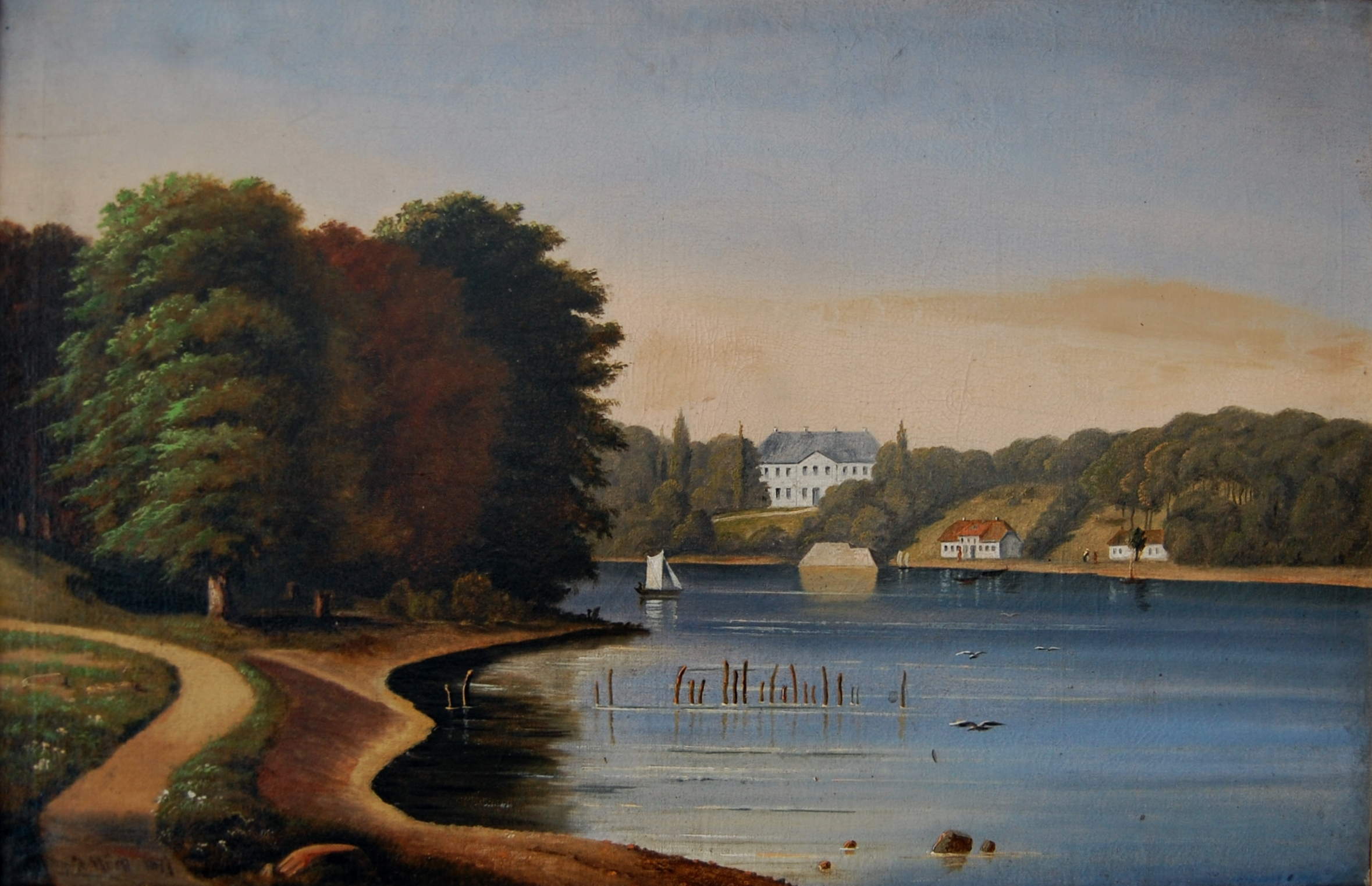
Schloss Hindsgavl bei Middelfart (1877)

Johannes Peter Jürgen Mück (* 19. Februar 1831 in Rantzau, Herzogtum Holstein; † 24. März 1919 in Hadersleben, Provinz Schleswig-Holstein) war ein deutsch-dänischer Landschaftsmaler.

## Leben und Werk
Mück besuchte in seiner Jugend eine Schule für Handwerksmalerei im Herzogtum Holstein. Als junger Kunstmaler reiste er in den 1850er Jahren durch Deutschland und hielt sich u. a. 1854 im Königreich Sachsen auf. Bald danach zog er nach Hadersleben (damals dänisches Herzogtum Schleswig), in die Heimatstadt seiner Mutter, wo ihm 1858 das Bürgerrecht der Stadt verliehen wurde. Dort unterrichtete er auch an der Handwerksschule. Zu seinen Schülern gehörte der dänisch-schwedische Maler Ole Kruse (1868–1948). Mück lebte und arbeitete in Hadersleben bis zu seinem Tod, wo er als Handwerksmaler und als Kunstmaler, teilweise auch mit Bildern auf Bestellung, seinen Lebensunterhalt verdiente. Auch in seiner zweiten Lebenshälfte ging er auf Studienreisen, beispielsweise an den Vierwaldstättersee (1870), in die Alpen (1875) oder nach Italien (1889). Auf die Italien-Reise nahm er seinen damals 23-jährigen Sohn Carl Johannes mit.
Mück war eigentlich auf Landschaftsmalerei spezialisiert, malte gelegentlich aber auch Stillleben. Seine Gemälde, überwiegend im Stil der Spätromantik, signierte Mück grundsätzlich mit „J. Mück“. Als später auch sein Sohn Carl Johannes Mück diese Signatur nutzte, signierte der Vater als "J. Mück sen.". Einige seiner Werke lagern heute im Fundus des Museums Sønderjylland in Hadersleben, die Mehrzahl befindet sich aber in Privatbesitz.

## Familie
Mück war der Sohn des Johann Gotlieb Mück (1776–??) aus Rendsburg, Stabsunteroffizier (Sergeant) beim 5. Bataillon des Holsteinischen Infanterie-Regiments in Rendsburg, und der Anna Margarethe Gyesen (1788–??) aus Hadersleben. Er heiratete am 9. Juli 1857 in Husby seine Cousine Maren Schmidt (* 16. Oktober 1841 auf Brandsø; † 9. Februar 1921 in Hadersleben) und hatte mit ihr drei Töchter und vier Söhne. Zwei Söhne waren ebenfalls Maler: Wilhelm Lauritz Mück (1859–1914), von dem allerdings nur zwei Gemälde bekannt sind, blieb sein Leben lang in seiner Geburtsstadt Hadersleben. Carl Johannes Mück (1866–1922) arbeitete überwiegend als Landschaftsmaler zunächst in Hadersleben. 1895 verzierte er das Innere der kleinen Kirche von Vilstrup Sogn mit seiner Malerei. 1905 siedelte er nach Hamburg um und lebte dort bis zu seinem Tod.

## Ausstellungen
Über Ausstellungen zu Mücks Lebzeiten ist nichts überliefert. Zwischen dem 1. September und 20. Oktober 2013 lief eine Sonderausstellung im Museum Sønderjylland unter dem Thema MÜCK - en kunstmalerfamilie i Haderslev og Hamborg.